# Günther Angern

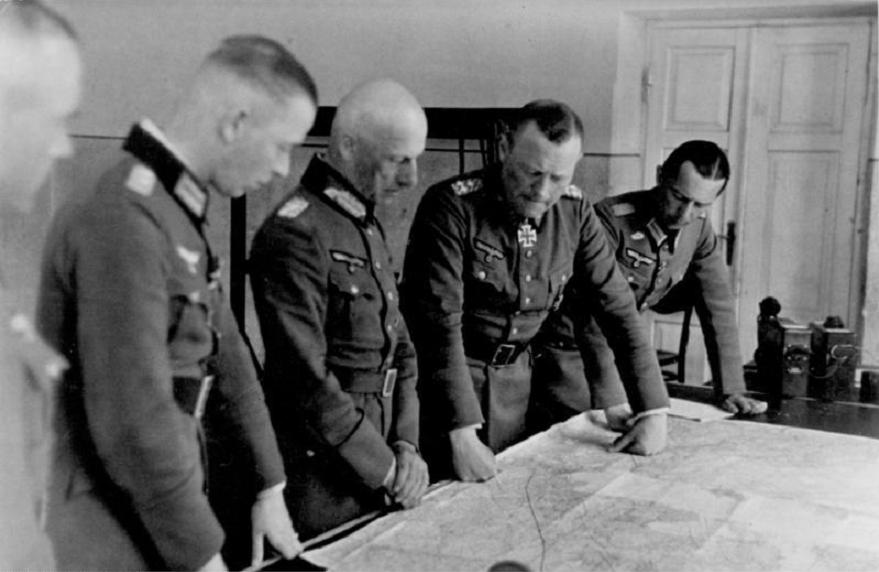
Walter Charles de Beaulieu, Wilhelm Ritter von Leeb, Erich Hoepner und Günther Angern in Utena, 30. Juni 1941

Günther Ernst Adolf Herrmann Angern, in der modernen Literatur auch fälschlich von Angern, (* 5. März 1893 in Kolberg; † 2. Februar 1943 in Stalingrad, Sowjetunion) war ein deutscher Generalleutnant im Zweiten Weltkrieg.

## Leben
Günther Angern war ein Sohn des späteren Generalmajors Johannes Angern und Clara Ida Hedwig, geborene Mehls.
Er trat am 1. April 1911 als Fahnenjunker in die Preußische Armee ein. Am 18. November 1912 wurde er als Angehöriger des Jäger-Regiments zu Pferde Nr. 6 zum Leutnant befördert. Bekannt ist, dass er nach dem Ersten Weltkrieg im Reichsheer der Reichswehr diente, am 1. März 1938 zum Oberst befördert wurde und im November das Kommando über die 3. Schützen-Brigade der 3. Panzer-Division im XIX. Armeekorps übernahm.
Am 4. Dezember 1939 wurde er Kommandeur der 11. Schützen-Brigade. Ihm wurde für seine Führungsqualitäten während des Westfeldzuges mit der 11. Schützen-Brigade, welche unter seiner Führung die Bezeichnung „Gespenster-Division“ erhielt, am 5. August 1940 das Ritterkreuz des Eisernen Kreuzes verliehen.  Im August 1941 war er kurzzeitig Kommandeur der 11. Panzer-Division, welche kurz vorher in der Kesselschlacht bei Uman gekämpft hatte und die 11. Schützen-Brigade aufgenommen hatte. Am 24. August wurde er schwer verwundet und musste aus dem Kriegsgebiet evakuiert werden.
Mit Wirkung zum 1. Oktober 1941 wurde er zum Generalmajor befördert. Angern war ab März 1942 ebenfalls Träger des Deutschen Kreuzes in Gold.
Nach seiner Genesung übernahm er am 15. September 1942 (zunächst nur beauftragt) die 16. Panzer-Division, die er während der Schlacht von Stalingrad führte. Am 1. Dezember 1942 erfolgte die Beförderung zum Generalleutnant. Um sich nach der deutschen Kapitulation nicht der Roten Armee ergeben und in sowjetische Kriegsgefangenschaft gehen zu müssen, nahm Angern sich am 2. Februar 1943 das Leben. Vorher hatte er wohl vergeblich probiert, den sich schließenden Kessel zu verlassen. Sein Körper wurde Tage später von den Sowjets gefunden.